# Asamoah Gyan
Asamoah Gyan, född 22 november 1985 i Accra, är en ghanansk tidigare fotbollsspelare.

## Klubbkarriär
Som 18-åring värvades Asamoah Gyan till Serie A-klubben Udinese, från den ghananska klubben Liberty Professionals. Han tillhörde Udinese i fem år, varav tre år tillbringades på utlåning hos Serie B-klubben Modena. 
2008 gick Gyan till franska Rennes, hemmahörande i den högsta divisionen Ligue 1. Under sin första säsong i Rennes gjorde han 13 mål, men säsongen därpå blev det bara ett.
Efter succén i VM 2010 var Gyan hett eftertraktad bland flera europeiska toppklubbar. Valet föll till slut på engelska Sunderland. Där blev det en säsong, innan han lånades ut till Al Ain i Förenade Arabemiraten, som köpte loss anfallaren 6 juni 2012. Gyan blev klar för turkiska Kayserispor 5 juli 2017 och skrev på ett kontrakt på tre år.
Den 19 september 2019 värvades Gyan av indiska NorthEast United.

## Landslagskarriär
Gyan gjorde sin landslagsdebut vid 17 års ålder, och har sedan dess utvecklats till en av Ghanas viktigaste spelare. I debutmatchen mot Somalia 2003 gjorde han mål, och blev således den yngsta spelaren i Ghana att göra mål i seniorlandslaget. 
I VM 2006 blev Ghana det enda afrikanska lag som gick vidare till slutspelet, där man dock åkte på förlust (0-3) mot Brasilien i åttondelsfinalen. Gyan gjorde ett mål för Ghana i mästerskapet, mot Tjeckien i gruppspelet. 
När VM 2010 skulle gå av stapeln var förväntningarna höga på de afrikanska deltagarna, då det var första gången VM arrangerades i Afrika, närmare bestämt i Sydafrika. Ghana lyckades gå vidare ur en klurig grupp med blivande bronsmedaljörerna Tyskland, Serbien och Australien. I gruppspelet gjorde Gyan två mål.
Därefter väntade åttondelsfinal mot USA, och Asamoah Gyan blev stor matchhjälte då han i förlängningen gjorde det avgörande 2-1-målet, som skickade Ghana vidare till kvartsfinalen, en bedrift som gjorde att man blev tredje afrikanska landslaget någonsin som gick så långt i ett VM, efter Kamerun och Senegal.
I kvartsfinalen mötte man Uruguay, och Gyan som dittills varit en av VM:s bästa spelare, fick vid ställningen 1-1 i den sista förlängningsminuten en fantastisk chans att göra Ghana historiskt, då Ghana fick straff. Gyan sköt dock straffen i ribban och blev stor syndabock, eftersom Uruguay vann den efterföljande straffläggningen och avancerade till semifinal. 
Matchen kommenterades i Radiosporten av Lasse Granqvist och Richard Henriksson, och Granqvists hysteriska referat har blivit klassiskt.
Efter en straffmiss i Afrikanska mästerskapet i fotboll 2012 då Ghana åkte ut i semifinalen mot Zambia, meddelade Gyan att han slutar i landslaget på obestämd tid.

## Övrigt
Asamoah Gyan har varit med och spelat in flera hiplife-låtar i Ghana, med sin vän rapparen Castro the Destroyer, och fotbollsspelaren går i musikvärlden under artistnamnet Baby Jet. Låten African Girls som Gyan gjorde tillsammans med Castro blev en stor succé i Ghana, och har blivit prisbelönad. 

## Meriter

### Individuella
- BBC African Footballer of the Year: 2010
- Bästa målskytt i UAE Arabian Gulf League: 2011–12, 2012–13, 2013–14
- Årets utländska spelare i Asien: 2014

### Klubblag
Al Ain
- UAE Arabian Gulf League: 2011–12, 2012–13, 2014–15
- UAE President's Cup: 2013–14
- Arabian Gulf Super Cup: 2012